# 平磯海岸

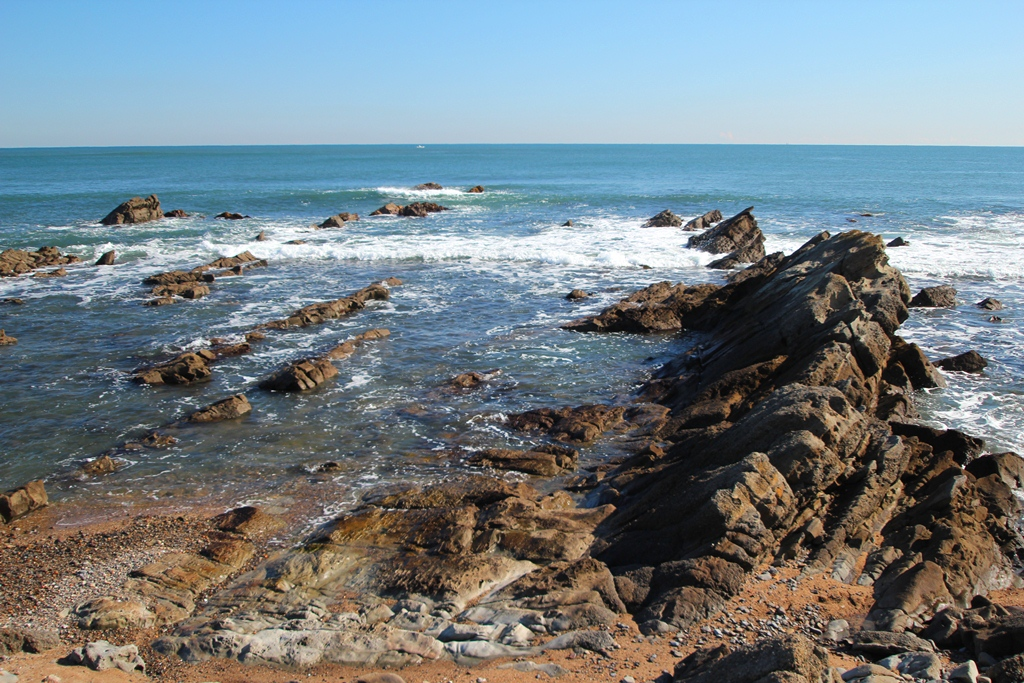
平磯海岸

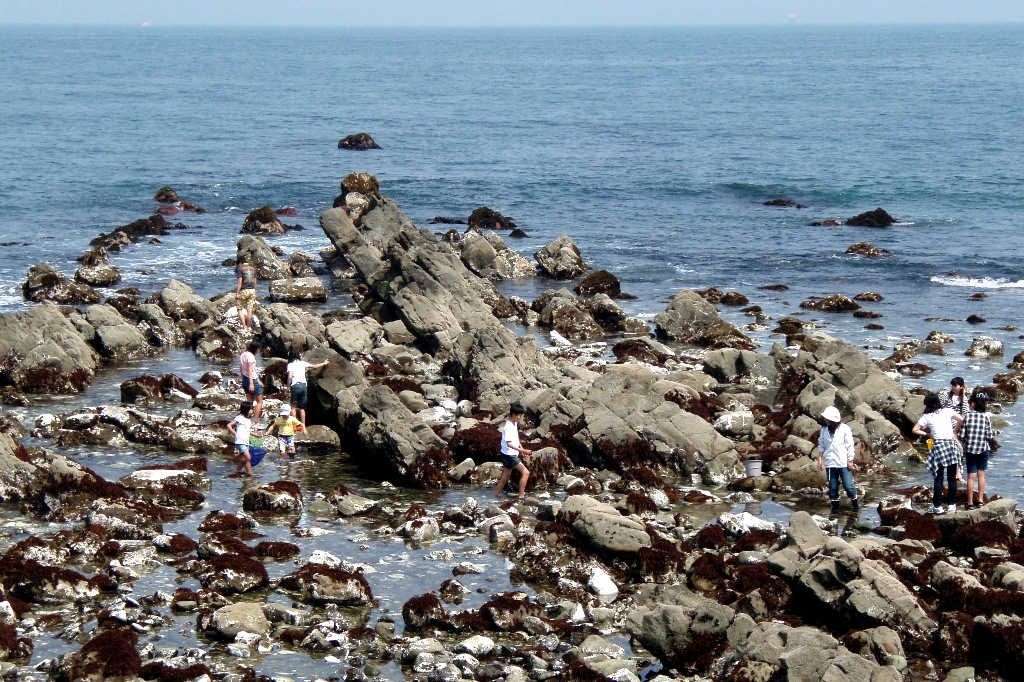
磯遊び客でにぎわう畜生岩。この場所だけ地層の傾斜方向が異なる。

平磯海岸（ひらいそかいがん）は、茨城県ひたちなか市磯崎から平磯にかけての海岸である。

## 概要
平磯海岸には、おおむね北へ30～40度傾斜した白亜系那珂湊層群の岩礁が連続して分布している。これは、およそ8,000万年前頃の大陸棚斜面において形成されたタービダイトからなる砂岩泥岩互層が、その後の隆起に伴って緩やかに傾斜し、さらに、礫岩、砂岩、泥岩からなる岩石のうち、軟らかい部分が海食によって選択的に削られて、いわゆる「鬼の洗濯板」状になったものである。
当時の海に生息していたアンモナイト、モササウルス、ウニ、二枚貝、サメなどの化石も発見されており、特に異常巻アンモナイトの群棲地として有名である。このアンモナイトの発見は、茨城県内最初の中生代の地層の発見ともなった。
清浄石以南の海岸330m2の地域が、茨城県指定天然記念物に指定されている。

## 名所
- 清浄石：侵食によって岩礁から分離した岩塊。分離後に傾いたことで、もともと傾斜している地層がほぼ水平になって上面が平らになっている。徳川光圀が名付けたと言われる。
- 畜生岩：那珂湊層群は基本的にほぼ北傾斜であるのに対し、畜生岩と呼ばれる場所だけ南に傾斜している。
- 観濤所：徳川斉昭がこの地を訪れ景観に感動し、水戸藩内随一の波浪の見どころとして命名した場所。

## 舞台となった作品
※発表順
映画
- 日本暗殺秘録（1969年） - 千葉真一演ずる小沼正の故郷